# Купцы (деревня)
Купцы — деревня в составе Верещагинского городского округа в Пермском крае.

## Географическое положение
Деревня расположена в центральной части округа на расстоянии примерно 20 километров по прямой на запад-северо-запад от Верещагино.

## Климат
Климат умеренно континентальный с продолжительной снежной зимой и коротким, умеренно тёплым летом. Средняя температура июля составляет +17,6 °C, января −15,7 °C. Безморозный период длится 100—130 дней. Период с температурой воздуха выше 10 °C составляет 115 дней. Сумма температур выше 10 °C составляет 1750 градусов. Среднее годовое количество осадков составляет 430—450 мм. Устойчивый снежный покров ложится в среднем с 10 октября до 5 ноября, реже 22 ноября.

## История
Деревня известна с 1874 года. Населённый пункт до 2020 года входил в состав Нижнегалинского сельского поселения Верещагинского района. После упразднения обоих муниципальных образований входит в состав Верещагинского городского округа.

## Население
Постоянное население составляло 19 человек в 2002 году (100 % русские), 24 человека в 2010 году.